# マイナスカロリー食品
マイナスカロリー食品（マイナスカロリーしょくひん、英語：Negative-Calorie food）は、消化に食品のエネルギー（カロリー）よりも多くのカロリーが必要と考えられている食品。その熱効果または特殊力源作用 （食品を消化するカロリー「コスト」）が、食品のエネルギー量よりも大きくなる。ダイエット本で繰り返し人気を博しているにもかかわらず、食品がカロリー的にマイナスであるとの考えを支持する科学的証拠はない。一部の冷えた飲料はカロリーがマイナスであるが、その影響は最小限であり、大量の水を飲むことは危険である。 

## 論争
これらの食品のいずれかがカロリーにマイナスの影響を与えることを示す科学的証拠は存在しない。カロリーがマイナスであると主張される食品は、セロリ、グレープフルーツ、レモン、ライム、リンゴ、レタス、ブロッコリー、キャベツなど殆どが低カロリーの果物と野菜である。しかし、セロリには約8％の熱効果しかなく、食品が「マイナスカロリー」であるために必要な100％以上よりはるかに少ない。   
マイナスカロリーの食品を基本とした食事は宣伝通りとはいかないが、低カロリーの食品で胃を満たし空腹を解消できるため減量につながる可能性がある。2005年の低脂肪植物ベースの食事に基づく研究では、平均的な参加者は14週間で13ポンド (5.9 kg) 体重が減少し、その原因として低い脂肪含有量と高い食物繊維含有量に起因する食品のエネルギー密度の低下、および熱効果の増加の結果であると考えられている。それでも、これらの食事はエネルギーを持っているため、「マイナスカロリー」ではない。2014年の別の研究（Rezaeipour et al、Turk J Med Sci。2014; 44（5）：792-8）は、マイナスカロリーの食事（NCD）と低カロリーの食事（LCD）はどちらも運動を伴う場合、減量において同じ効力を持つことを示した。 
咀嚼にはエネルギーが必要なので、チューインガムは「マイナスカロリーの食品」と推測されていた。チューインガムに関する研究で「咀嚼で１時間あたり約11キロカロリー (46 kJ)を消費する」と報告されているが、リグレースペアミントガム1枚は約10キロカロリーであり、「マイナスカロリー」に達するには1時間以上同じガムを噛む必要がある。